# Mistrzostwa Europy w Koszykówce Mężczyzn 1935
Mistrzostwa Europy w koszykówce 1935 – 1. finały Mistrzostw Europy zorganizowane pod patronatem FIBA Europe w szwajcarskiej Genewie w maju 1935 roku. Były próbą generalną przed wprowadzeniem turnieju koszykówki mężczyzn na Igrzyska Olimpijskie w 1936 roku. W zawodach wzięło udział 10 drużyn narodowych zrzeszonych w Międzynarodowej Federacji Koszykówki.

## Klasyfikacja końcowa
| Msc | Zespół         | M | Wygr. | Przegr. | Rz  | Str | Różnica |
| --- | -------------- | - | ----- | ------- | --- | --- | ------- |
|     | Łotwa          | 3 | 3     | 0       | 98  | 49  | +49     |
|     | Hiszpania      | 3 | 2     | 1       | 64  | 58  | +6      |
|     | Czechosłowacja | 3 | 2     | 1       | 65  | 65  | 0       |
| 4   | Szwajcaria     | 4 | 2     | 2       | 111 | 79  | +32     |
| 5   | Francja        | 4 | 3     | 1       | 165 | 103 | +62     |
| 6   | Belgia         | 3 | 1     | 2       | 76  | 85  | -9      |
| 7   | Włochy         | 4 | 2     | 2       | 121 | 101 | +20     |
| 8   | Bułgaria       | 4 | 1     | 3       | 78  | 125 | -47     |
| 9   | Węgry          | 3 | 1     | 2       | 55  | 85  | -30     |
| 10  | Rumunia        | 3 | 0     | 3       | 49  | 132 | -83     |

## Przebieg turnieju

### Runda kwalifikacyjna
Przed rozpoczęciem turnieju zorganizowano dodatkowe spotkanie między drużynami Hiszpanii i Portugalii. Mecz ten, rozegrany w Madrycie, zakończył się zwycięstwem Hiszpanów 33-12.

### Runda wstępna
W rundzie wstępnej 10 drużyn zostało podzielonych na 5 par. Każda para rozgrywała jedno spotkanie, a przegrany w dalszej części turnieju występował w rundzie klasyfikacyjnej. Trzech z pięciu zwycięzców spotkań rundy wstępnej awansowało do półfinału, a dwaj pozostali (Włochy i Szwajcaria) spotkali się w dodatkowym meczu, którego zwycięzca dołączył do grona półfinalistów. Przegrany natomiast wystąpił w spotkaniach o miejsca 5-8.
Wyniki:

Pogrubienie = zwycięzca meczu; Kursywa = awans do półfinału
| Hiszpania      | 25 – 17 | Belgia   |
| Łotwa          | 46 – 12 | Węgry    |
| Czechosłowacja | 23 – 21 | Francja  |
| Włochy         | 42 – 23 | Bułgaria |
| Szwajcaria     | 42 – 9  | Rumunia  |
| Szwajcaria     | 27 – 17 | Włochy   |

### Runda klasyfikacyjna o miejsca 5-10
W rundzie klasyfikacyjnej udział wzięły drużyny wyeliminowane w rundzie wstępnej.
Wyniki:

Pogrubienie = zwycięzca meczu
O miejsca 5-10: zwycięzca zagrał o miejsca 5-8, przegrany w meczu o 9 miejsce.
| Bułgaria | 22 – 19 | Węgry   |
| Francja  | 66 – 23 | Rumunia |

O 9 miejsce: zwycięzca zajął 9 pozycję, a przegrany 10.
| Węgry | 24 – 17 | Rumunia |

O miejsca 5-8: zwycięzca zagrał o 5 miejsce, a przegrany o 7 pozycję.
| Francja | 29 – 27 | Włochy   |
| Belgia  | 29 – 11 | Bułgaria |

O 7 miejsce: zwycięzca zajął 7 miejsce, a przegrany 8 pozycję.
| Włochy | 35 – 22 | Bułgaria |

O 5 miejsce: zwycięzca zajął 5 miejsce, a przegrany 6 lokatę.
| Francja | 49 – 30 | Belgia |

### Półfinały
W półfinałach wystąpiły cztery drużyny, które wygrały swoje spotkania w rundzie wstępnej. Zwycięzcy meczów półfinałowych wystąpili w finale, a przegrani w meczu o trzecie miejsce.
Wyniki:

Pogrubienie = zwycięzca meczu
| Łotwa     | 28 – 19 | Szwajcaria     |
| Hiszpania | 21 – 17 | Czechosłowacja |

### Runda finałowa
Na pierwszych Mistrzostwach Europy nie zostały wręczone medale.
Pogrubione = zwycięzca meczu
Mecz o trzecie miejsce:
| Czechosłowacja | 25 – 23 | Szwajcaria |

Finał:
| Łotwa | 24 – 18 | Hiszpania | Data meczu finałowego: 5 maja 1935 roku |

## Składy drużyn
1. Łotwa: Rūdolfs Jūrciņš, Eduards Andersons, Aleksejs Anufrijevs, Mārtiņš Grundmanis, Herberts Gulbins, Jānis Lidmanis, Ďžems Raudziņš, Visvaldis Melderis, Hudins (Trener: Valdemārs Baumanis)
2. Hiszpania: Rafael Martin, Emilio Alonso, Pedro Alonso, Juan Carbonell, Armando Maunier, Fernando Muscat, Cayetano Ortega, Rafael Ruano (Trener: Mariano Manent)
3. Czechosłowacja: Jiří Ctyroky, Jan Fertek, Josef Franc, Josef Klima, Josef Moc, František Picek, Vaclav Voves